# Municipio de Wild Rice
El municipio de Wild Rice (en inglés: Wild Rice Township) es un municipio ubicado en el condado de Norman en el estado estadounidense de Minnesota. En el año 2010 tenía una población de 256 habitantes y una densidad poblacional de 2,81 personas por km².

## Geografía
El municipio de Wild Rice se encuentra ubicado en las coordenadas 47°17′39″N 96°14′49″O / 47.29417, -96.24694. Según la Oficina del Censo de los Estados Unidos, el municipio tiene una superficie total de 91.23 km², de la cual 90,36 km² corresponden a tierra firme y (0,95 %) 0,87 km² es agua.

## Demografía
Según el censo de 2010, había 256 personas residiendo en el municipio de Wild Rice. La densidad de población era de 2,81 hab./km². De los 256 habitantes, el municipio de Wild Rice estaba compuesto por el 90,23 % blancos, el 2,73 % eran amerindios, el 3,52 % eran de otras razas y el 3,52 % eran de una mezcla de razas. Del total de la población el 3,91 % eran hispanos o latinos de cualquier raza.